# Enigma-Z
Die Enigma-Z (genauer: Enigma-Z30, geschrieben auch Enigma Z oder ENIGMA Z und genannt auch Enigma Modell Z) ist eine Rotor-Schlüsselmaschine speziell für die Verschlüsselung von Zahlen, die Anfang der 1930er-Jahre hergestellt und in kleinen Stückzahlen verkauft wurde.

## Geschichte
Die Enigma-Z wurde um 1930 von der Chiffriermaschinen-Aktiengesellschaft in Berlin (W 35, Steglitzerstr. 2, heute Pohlstraße, 10785 Berlin-Mitte/Tiergarten) entwickelt und Anfang der 1930er-Jahre für 600 RM zum Kauf angeboten. Sie wurde in nur kleinen Stückzahlen hergestellt. Im November 1931 wurde sie auf Nachfrage dem spanischen Außenministerium angeboten. Die Spanier entschieden sich jedoch nicht für den Kauf. Verkauft wurden Enigma-Z-Modelle an Chile und Schweden, wo im Jahr 2015 drei gut erhaltene Exemplare (mit den Seriennummern Z101, Z102 und Z103) aufgefunden wurden. Diese befinden sich nun in der kryptologischen Sammlung des Museums des FRA (Försvarets radioanstalt; deutsch: „Funkeinrichtung für nationale Verteidigung“), einer Organisation des schwedischen Verteidigungsministeriums.
Im September 1943, also mitten im Zweiten Weltkrieg, wurde eine Enigma-Z (mit der Seriennummer Z106) an die Chiffrierabteilung des Oberkommandos der Wehrmacht (OKW/Chi) geliefert. Sie wurde dort von Erich Hüttenhain, einem der führenden Kryptoanalytiker der Wehrmacht, entgegengenommen. Der norwegische Historiker und Kryptologe Frode Weierud vermutet, dass das OKW/Chi, das zu jener Zeit an maschinellen Verfahren zur Verschlüsselung der hauptsächlich aus Zahlenkolonnen bestehenden Wettermeldungen arbeitete, die Enigma-Z zu Studienzwecken beschaffte. Tatsächlich wurde ab August 1944 eine Variante des Schlüsselgeräts 41 eingeführt, genannt SG41Z.

## Aufbau
Die Enigma-Z (ohne Holzgehäuse) wiegt mit Batterie gut 4 kg und ihre Abmessungen (L×B×H) betragen etwa 160 mm × 220 mm × 110 mm. Im Gegensatz zu allen anderen Enigma-Modellen, die zur Verschlüsselung von Texten ausgelegt waren, und dazu die 26 Großbuchstaben des lateinischen Alphabets nutzten, diente die Enigma-Z zur Ver- und Entschlüsselung von Zahlen, beispielsweise zur Überchiffrierung diplomatischer Codes. Statt einzelne Buchstaben verschlüsselt sie Ziffern. Dazu verfügt die Enigma-Z über eine Tastatur mit zehn Tasten, die wie die obere Zeile einer modernen Tastatur angeordnet sind. Diese zeigen die zehn Ziffern (und keinerlei Buchstaben oder Sonderzeichen) in der folgenden Reihenfolge:
```
1   2   3   4   5   6   7   8   9   0

```

Ähnlich dem Aufbau der später militärisch genutzten Enigma I befindet sich oberhalb der Tastatur das Lampenfeld und darüber der Walzensatz. Bei der Enigma-Z besteht die Anzeige wie die Tastatur nur aus einer einzigen Zeile. Nebeneinander sind zehn kreisrunde Sichtfenster angeordnet, die die Ziffern 1 bis 0 zeigen. Eins davon leuchtet auf, sobald eine Taste gedrückt wird. Dazu befindet sich hinter jedem Sichtfenster jeweils eine kleine Glühlampe, die mithilfe einer internen Batterie zum Leuchten gebracht wird. Alternativ kann die Maschine auch mit Netzstrom betrieben werden. Im Gehäuse der Maschine, zwischen Tastatur und Lampenzeile angeordnet, befindet sich eine Metallschiene mit acht Plätzen für Ersatzlampen. Diese sind – wie auch die unmittelbar darüber angeordneten zehn Ziffernlampen – bei geöffnetem Deckel leicht zugänglich. So kann ein durchgebranntes Lämpchen schnell und bequem ausgetauscht werden.
Im Vergleich zu allen anderen Enigma-Modellen haben die Rotoren des Walzensatzes einen deutlich kleineren Durchmesser und auf beiden Seiten nur jeweils zehn Kontakte. Es gibt, wie auch bei vielen anderen Modellen, drei Durchgangswalzen, die in einer frei wählbaren Reihenfolge in die Maschine eingelegt werden können. Dies ergibt 3·2·1 oder sechs mögliche Permutationen. Dazu kommt ganz links im Walzensatz eine Umkehrwalze (UKW), die nicht ausgetauscht werden kann und die nur Kontakte auf ihrer rechten Seite hat. Im Gegensatz zu den meisten anderen Enigma-Modellen, kann die Rotationsstellung der UKW jedoch frei eingestellt werden und sie rotiert bei der Verschlüsselung mit. Bei der Enigma-Z handelt es sich also um eine echte Vierwalzen-Maschine mit vier rotierenden Walzen. (Diese Eigenschaft weisen nur wenige andere Modelle, wie die Enigma-G, auf. Selbst bei der viel moderneren Enigma-M4 können nur drei Walzen rotieren.) Die Verdrahtung der Walzen (I bis III und der UKW) der Enigma-Z konnte anhand der 2015 aufgefundenen Exemplare bestimmt werden.
```
        
1 2 3 4 5 6 7 8 9 0

I
       6 4 1 8 2 7 0 3 5 9

II
      5 8 4 1 0 9 7 6 3 2

III
     3 5 8 1 6 2 0 7 9 4

UKW
     5 0 7 9 1 8 3 6 4 2
```

Abgesehen von den nur zehn Zeichen weist die Enigma-Z viele Ähnlichkeiten in Aufbau und Funktion zu anderen Modellen auf, beispielsweise zur Enigma D und zur Enigma I. Die Walzenfortschaltung erfolgt wie bei einem mechanischen Kilometerzähler, jedoch mit frei wählbarer Übertragsstelle. Dazu verfügen alle Walzen über drehbare und frei einstellbare Ringe mit jeweils genau einer Kerbe. Hiermit kann die Stelle des Walzenübertrags eingestellt werden. Auch die von der Enigma I bekannte Anomalie der Walzenfortschaltung ist vorhanden. Dies bedeutet, dass die Periode nicht 104 oder 10.000 beträgt, wie man es bei vier Rotoren mit jeweils zehn Stellungen erwarten würde, sondern um 103 + 9 · 102 oder 1900 reduziert ist. Die Periode der Enigma-Z beträgt also 8100 Zeichen. Im Gegensatz zur Enigma I verfügt die Maschine, wie alle frühen Enigma-Modelle, über kein Steckerbrett. Die Enigma-Z weist, wie auch andere Enigma-Modelle, erhebliche kryptographische Schwächen auf. Dazu gehören Involutorik und Fixpunktfreiheit.